# بنك (كنغان)
بنك (بالفارسية: بنک) هي مدينة تقع في مقاطعة كنغان التابعة لمحافظة بوشهرفي جنوب إيران. يقدر عدد سكانها بـ 8,753 نسمة .